# Gintaras Striaukas
Gintaras Striaukas (ur. 24 kwietnia 1960) – litewski inżynier, minister transportu w latach 2000–2001.

## Życiorys
W 1983 ukończył studia inżynierskie w Wileńskim Instytucie Inżynierii Budownictwa. W 1994 uzyskał magisterium na tej uczelni. W latach 1991–2000 był dyrektorem Litewskiej Administracji Drogowej przy resorcie transportu. W wyborach w 2000 bez powodzenia ubiegał się o mandat poselski z ramienia Litewskiego Związku Liberałów. Od listopada 2000 do stycznia 2001 sprawował urząd ministra transportu w drugim rządzie Rolandasa Paksasa. Ustąpił w związku z zarzutem konfliktu interesów. Później zawodowo związany z sektorem prywatnym jako przedsiębiorca i menedżer.